# Indice C4
L’Indice C4 est un indicateur économique qui permet de calculer la concentration d'un marché. Il se calcule comme la somme des parts de marché des quatre plus grandes entreprises d’un marché.
{\displaystyle C_{4}=\sum _{i=1}^{4}S_{i}}
où {\displaystyle S_{i}} est la part de marché de l'entreprise.